# Monolepta misella
Monolepta misella es una especie de insecto coleóptero de la familia Chrysomelidae.
Fue descrita científicamente en 1914 por Weise.